# 노성민
노성민(1995년 7월 19일 ~ )은 대한민국의 축구 선수로, 포지션은 수비수이다.